# Новокурупкаевка
Новокурупкаевка (тат. Бакчагөл) — деревня в Барабинском районе Новосибирской области. Входит в состав Межозерного сельсовета.

## Этимология
Татарское название деревни звучит как «Бакчагөл», переводится как «сад с цветами».

## География
Площадь деревни — 32 гектаров

## История
В 1926 году аул Ново-Курупкаевский состоял из 35 хозяйств, основное население — барабинские татары. Центр Ново-Курупкаевского сельсовета Барабинского района Барабинского округа Сибирского края.

## Население
| 1926 | 2002 | 2007 | 2010 |
| ---- | ---- | ---- | ---- |
| 176  | ↗414 | ↗444 | ↘358 |

## Инфраструктура
В деревне по данным на 2006 год функционирует 1 учреждение здравоохранения, 1 образовательное учреждение.